# 43e division d'infanterie (Royaume-Uni)
La 43e division d'infanterie (Wessex) est une division de l'armée de terre britannique. Elle est formée en 1908 et s'installe en Inde en 1914, où elle restera jusqu'à la fin de la Première Guerre mondiale. Lors de la Seconde Guerre mondiale, elle fait partie du VIIIe corps commandé par le lieutenant-général Sir Richard O'Connor et prend part à l'opération Overlord où elle combat notamment en Normandie (dont une participation à l'opération Epsom). Plus tard, elle participera à l'opération Market Garden aux Pays-Bas.